# Irapa (paroisse civile)
Pour les articles homonymes, voir Irapa.
Irapa est l'une des cinq paroisses civiles de la municipalité de Mariño dans l'État de Sucre au Venezuela. Sa capitale est Irapa, chef-lieu de la municipalité.